# ライサ・ゴルバチョワ

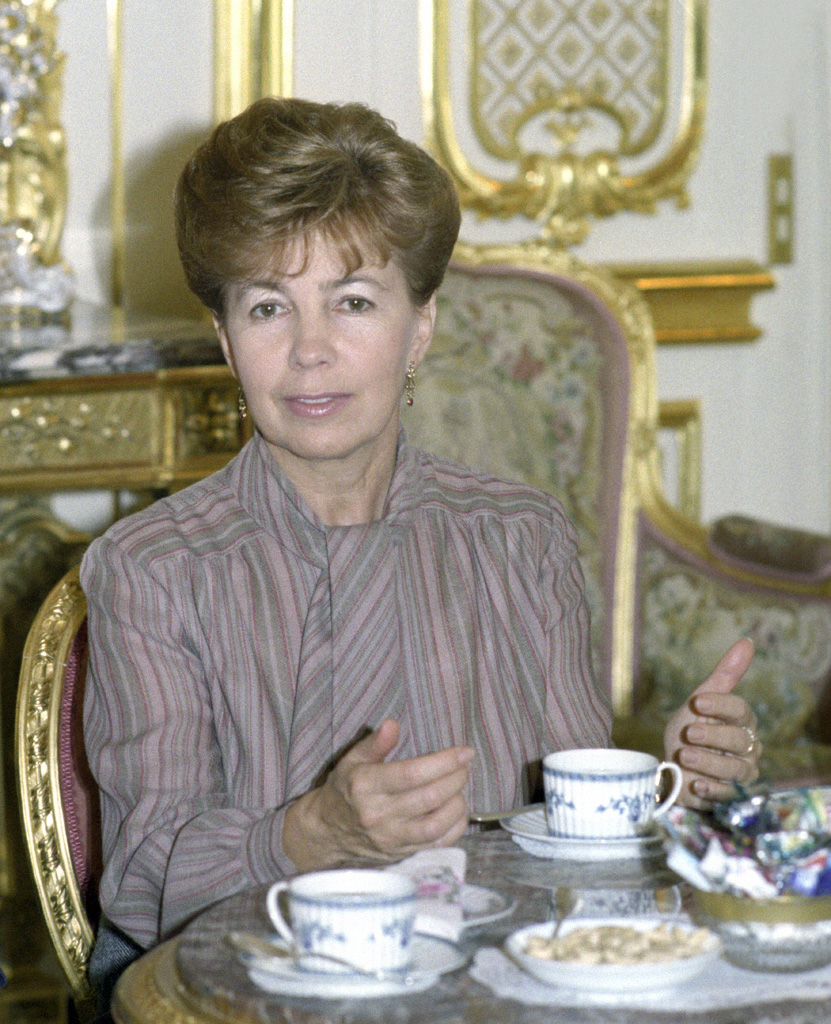
1985年、フランス訪問時のライサ

ライサ・マクシーモヴナ・ゴルバチョワ（ライサ・ゴルバチョフ、Раиса Максимовна Горбачёва, ラテン文字表記の例：Raisa Maksimovna Gorbachyova, 1932年1月5日 - 1999年9月20日）は、ソビエト連邦（ソ連）の最後の指導者であったミハイル・ゴルバチョフの夫人。ライーサ・マクシーマヴナ・ガルバチョーヴァとも表記される。旧姓はチタリェンコ (Титаренко/Titarenko)。ソ連のファーストレディとしては、公的な行事や外国訪問などで積極的に夫のミハイルに随行し、ミハイルとともにソ連のイメージ改善に貢献した。また社会運動家としても活動し、ロシア文化遺産の保存や新たな才能を発掘するための教育、小児白血病の治療プログラムのための資金調達に尽力した。

## 生涯
1932年1月5日、西シベリア地方（現:アルタイ地方）ルブツォフスクに出生。父マクシム・アンドレーヴィチ・チタレンコ(1907〜86)は、ウクライナ系で鉄道技師であった。ライサはマクシムとシベリア出身の母アレクサンドラ(1913〜91)の間に生まれた3人の子の第1子である。少女時代をウラルで過ごし、高等学校では成績優等で1949年に金メダルを授与された。1950年、モスクワ大学哲学部に入学した。在学中に、同大学法学部に在籍していたミハイル・ゴルバチョフと出会い、1953年に学生結婚した。
大学卒業後、大学院に進んだが、ミハイルが郷里スタヴロポリ地方でコムソモール活動に従事することになり、これに従ってスタヴロポリに移った。ミハイルはスタヴロポリでソ連共産党官僚としての階梯を歩み、ライサのスタヴロポリでの生活は23年間に及んだ。夫妻の間には1957年に一女イリーナ・ミハイロヴナ（イリーナ・ヴィルガンスカヤ、後にゴルバチョフ財団副総裁となる）が生まれている。
スタヴロポリでは教師として学校で教える傍ら、社会学の研究に打ち込み、1962年『集団農場農民の日常生活における新しい特性の出現—スタヴロポリ地方における社会学的調査』と題した博士論文を執筆し、モスクワ国立教育学研究所に提出した（指導教官は、ゲンナジー・ヴァーシリエヴィチ・オシポフ）。ライサは論文執筆に当たり、参考資料として共産党地方委員会や地方自治体の公式統計や報告、公文書や逐次刊行物の使用に加えて、調査方法としてコルホーズにおける体験的参加、観察、農民に対するインタビュー、アンケート、古老からの聞き取りなどの手法を採用した。この論文によって、スタヴロポリ地方のような当時のソ連にあって比較的開発が進んでいる地方でも、賃金や教育および公共サービスにおいて都市部とは大きな格差が存在することを実証した。また、農村における女性の地位の低さについても言及している。
ソ連においては、社会学は学問分野としての認知が遅れ、ソ連科学アカデミー哲学研究所内に社会学部門が創設されたのはようやく1960年になってからのことである。数年後に国立大学や研究所を中心に社会学・社会心理学研究室が設置され、1968年に科学アカデミーに独立した研究所が設置された。ライサは哲学の博士候補の学位を得たのは1967年であるが、それはこうした事情による。1960年代におけるソ連の社会調査の大部分はライサの例に見られるように地方で実施された。これは共産党地方委員会が社会問題の情報と分析を職務遂行上必要としたからである。ライサの実証的研究は、ミハイルにとって彼自身の党務に関する見解を補完した上、ソ連政府の中央集権的官僚主義よりも地方の実態を優先する姿勢を育んだ点で大きな影響を与えたことになる。
1978年、ミハイルが共産党中央委員会の農業担当書記に就任したことに伴って夫妻はモスクワに移り、ライサはモスクワ大学で教壇に立ち、「知識」協会に所属した。
1985年、ミハイルはソ連共産党書記長に選出された。このときライサはソ連文化基金副議長であった。書記長夫人となったライサは、それまでのソ連の歴代指導者の夫人が、家庭にあって表立った活動を控えがちであったのに対し、ライサは知的であり洗練された物腰と振る舞いで、国内外のメディアによって「ファーストレディ」として取り上げられることとなった。ファーストレディとしてのライサはミハイルの側にあって、ソ連およびミハイルのイメージに人間らしさを付け加え、ロナルド・レーガンによって「悪の帝国」視されたソ連のイメージを改善することに貢献した。その一方で、国内では家庭を守る主婦を越えたライサに対して「女帝」と誹謗する向きが存在した。また、東西両陣営のファーストレディとしてナンシー・レーガン夫人との関係もメディアによって興味本位に取りざたされた。
1989年、小児白血病治療のため、10万ドルの寄付を行った。この寄付を元に病院の設備や医師の研修が行われ、以前よりもロシア国内における小児白血病による死亡数は減少している。
1991年の8月クーデターでは、ライサはミハイルと共にクリミア半島フォロスの大統領別荘に監禁された。監禁中、ミハイルが自身を撮影したビデオには、生命を脅かす恐怖に震える青ざめた顔が映し出されていた。生命の安全すら脅かされたこの事件により、ライサは大きな衝撃を受け、精神的に大きな傷を負うこととなった。
1997年、ライサ・マクシーモヴナ・クラブを設立。ロシアにおける女性の政治参加に対して啓発活動を推進する計画を立てていたが、1999年に急性白血病を発症し、ドイツのミュンスター大学病院で治療が行われたものの、同年9月20日に死去。67歳であった。9月22日、ロシア文化基金会館で告別式が行われ、当時の首相ウラジーミル・プーチンや同じく大統領ボリス・エリツィンの夫人ナイーナらが参列した。遺体は翌23日、ノヴォデヴィチ女子修道院の墓地に埋葬された。妻の死にミハイルは深く嘆き、その姿はロシア国民の同情を集めた。
ライサの死後、小児癌の治療法発見に関する支援、病気の子どもや家族の支援のため、ライサ・ゴルバチョフ基金が設立された。

## 関連図書
- 『ライサ・ゴルバチョフ—鉄道員の娘からファーストレディへ』（ウルダ・ユルゲンス著、桜井良子訳、ダイヤモンド社、1991年、ISBN 4478940738）

## 参照
- “Transcripts of the Commemoration Meeting” (2000年9月18日). 2005年12月21日閲覧。
- Raisa Gorbachyova's Biography on the Gorbachyov Foundation website.
- BBC — Raisa's life in pictures
- ゴルバチョフ元ソビエト連邦大統領ご夫妻来町｜日の出町ホームページ
- 青森の自然/追悼・ライサ元ソ連大統領夫人